# The Horrific Sufferings of the Mind-Reading Monster Hercules Barefoot
The Horrific Sufferings of the Mind-Reading Monster Hercules Barefoot (em sueco:  Den vidunderliga kärlekens historia lit. 'A História de um Amor Monstruoso') é um romance de 2002 do autor sueco Carl-Johan Vallgren. Ganhou o Prêmio August de 2002.